# Jasserie
Pour le lieu-dit sur la commune de La Valla-en-Gier, voir La Jasserie.
Une jasserie est une ancienne ferme d'estive typique du Pilat et des monts du Forez, dans le Massif central. Traditionnellement, les jasseries étaient utilisées par les paysans pour la transhumance estivale des troupeaux de vaches, qui montaient dans les montagnes pour profiter des pâturages pendant la belle saison et fabriquer des fromages tels que la fourme de Montbrison et la fourme d'Ambert.
Ce terme est issu du bas latin « jacium », mot désignant le « gîte », c'est-à-dire le « lieu où l'on gît, où l'on est couché »,. Il désignait initialement les estives où les troupeaux étaient conduits à la belle saison, mais, au fil du temps et par métonymie, il a fini par s'appliquer à la grange située sur ces prés.
Les jasseries sont construites sur un même plan architectural. Ce sont de petites habitations en pierre de taille, soit au toit de chaume couvert de seigle ou de genêt consolidé par du fil de fer quadrillé, soit au toit de tuiles rouges. Au rez-de-chaussée se trouvait l'étable, l'unique pièce d'habitation et la cave où étaient affinées les fourmes. Au-dessus se trouvait le lieu où l'on serrait le fourrage : la fenière. Très souvent la construction de ce type de bâtiment se faisait en aval d'une source, de façon à mettre en œuvre un système ingénieux. La source était canalisée et divisée en deux : une partie de l'eau traversait l'étable afin d'évacuer le purin des bêtes, l'autre partie s'écoulait dans la cave, afin de créer une hygrométrie et l’humidité suffisantes pour l'affinage des fromages.
La plupart de ces jasseries sont aujourd'hui abandonnées ; certaines subsistent cependant soit pour les activités culturelles, comme la jasserie du Coq noir,, soit pour l'élevage, comme la ferme des Supeyres. En outre, le sentier du « Colporteur des jasseries » propose une boucle de 9 km au départ du col des Supeyres, traversant les Hautes Chaumes et permettant de découvrir de nombreuses jasseries.

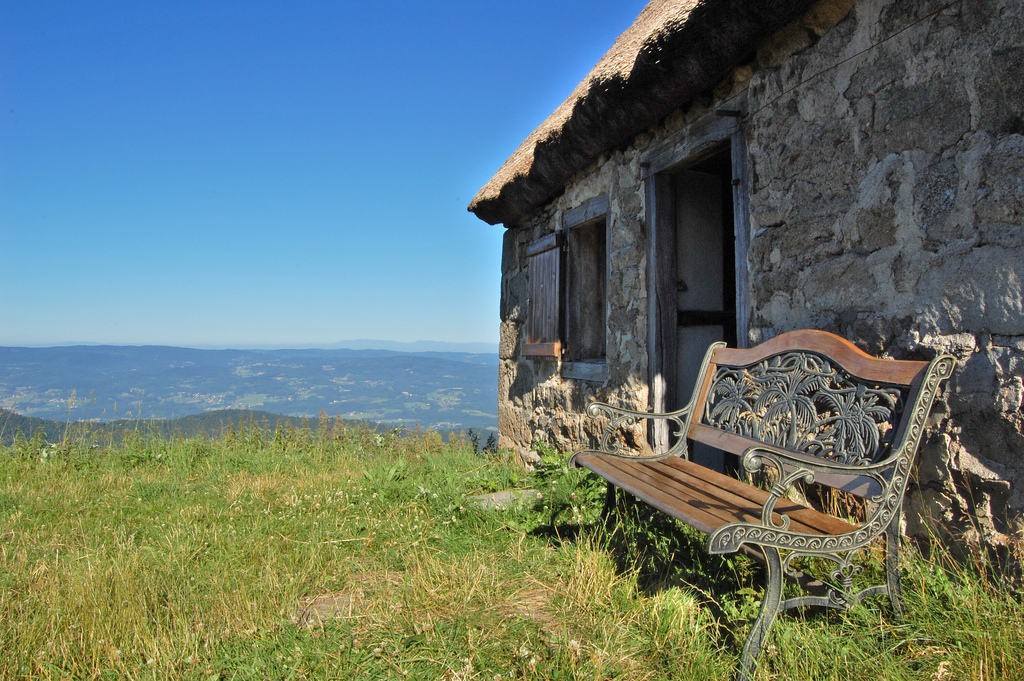
Jasserie.
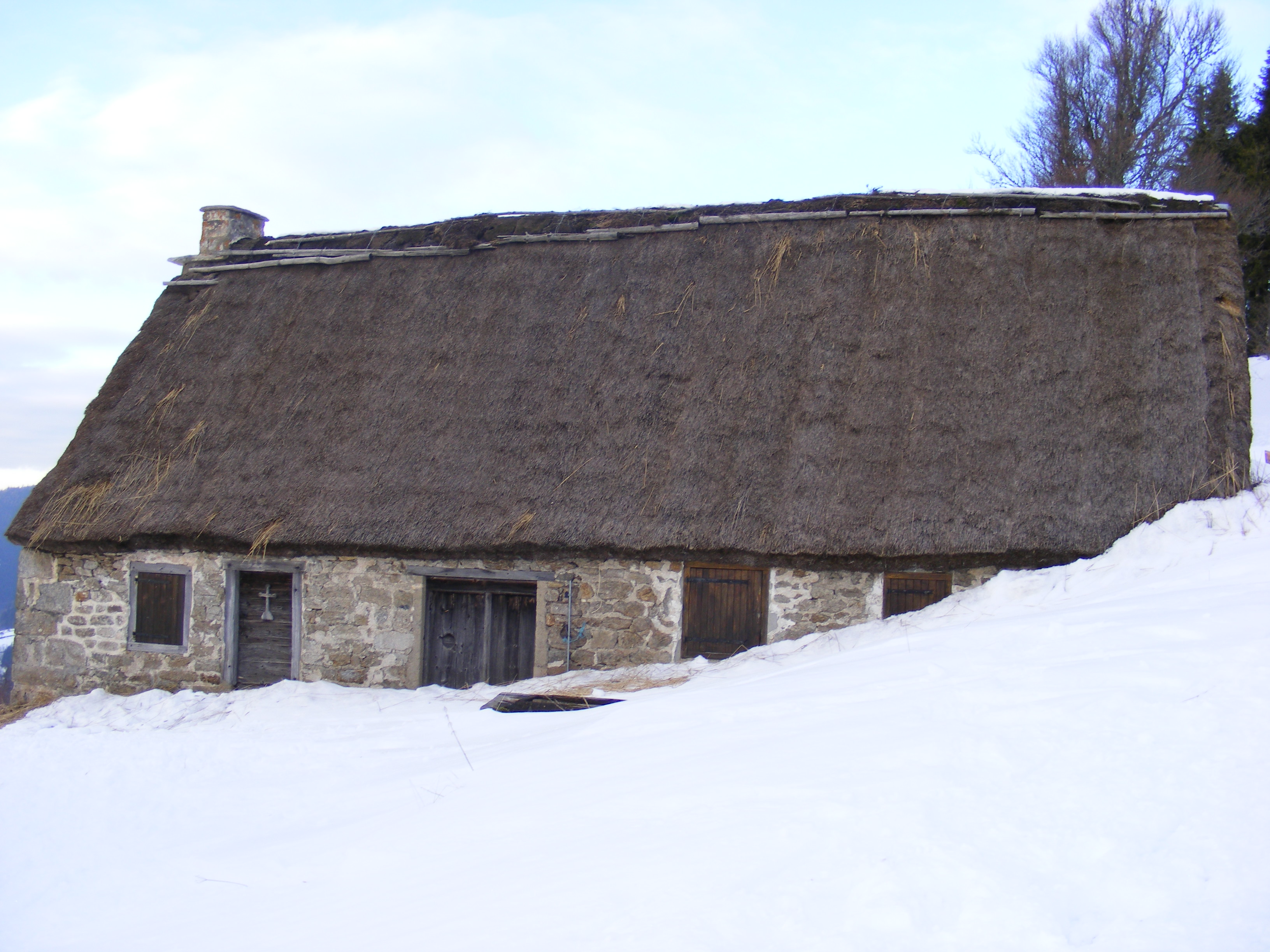
Jasserie du col des Supeyres.
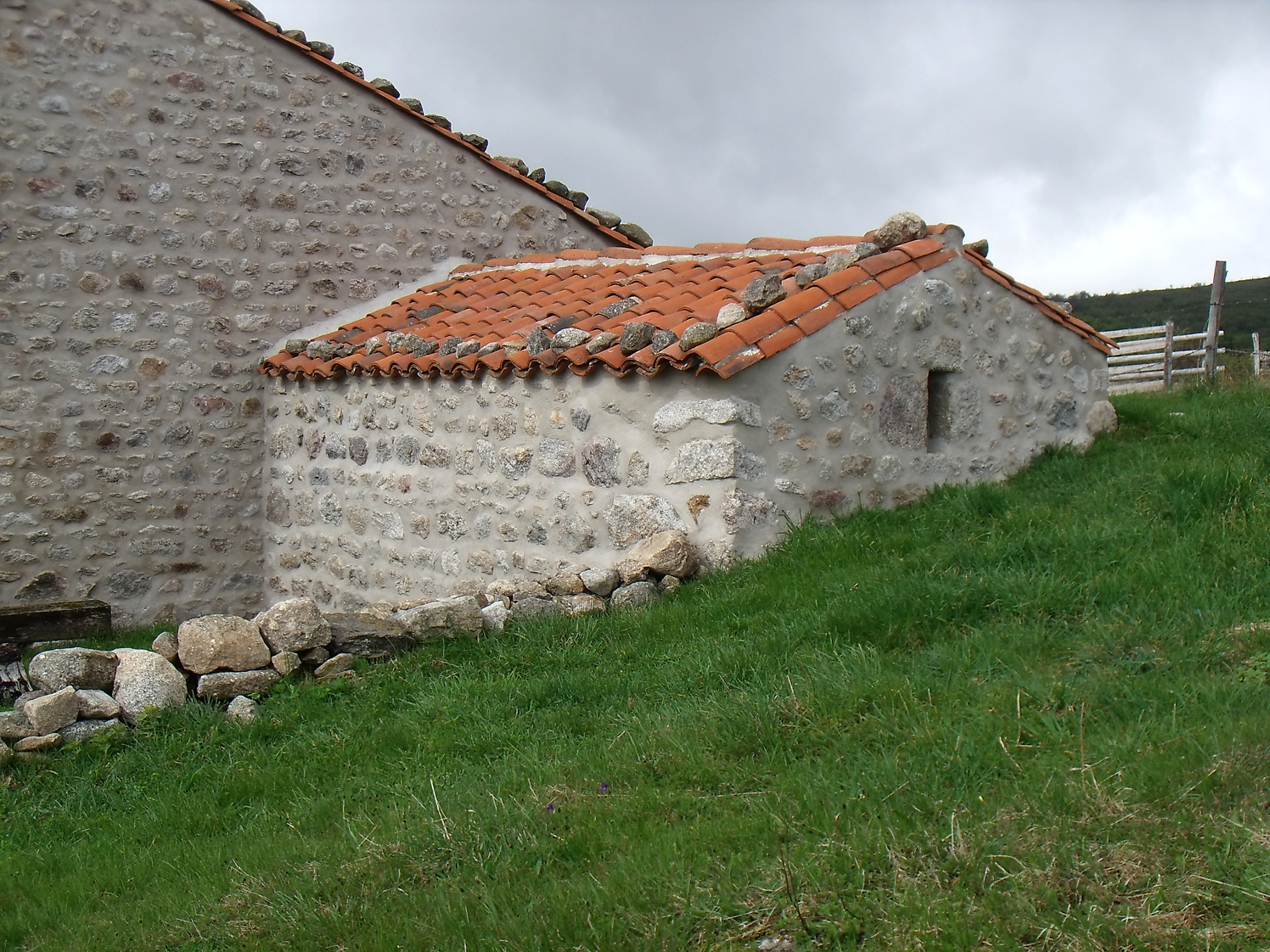
Jasserie : détail du toit.
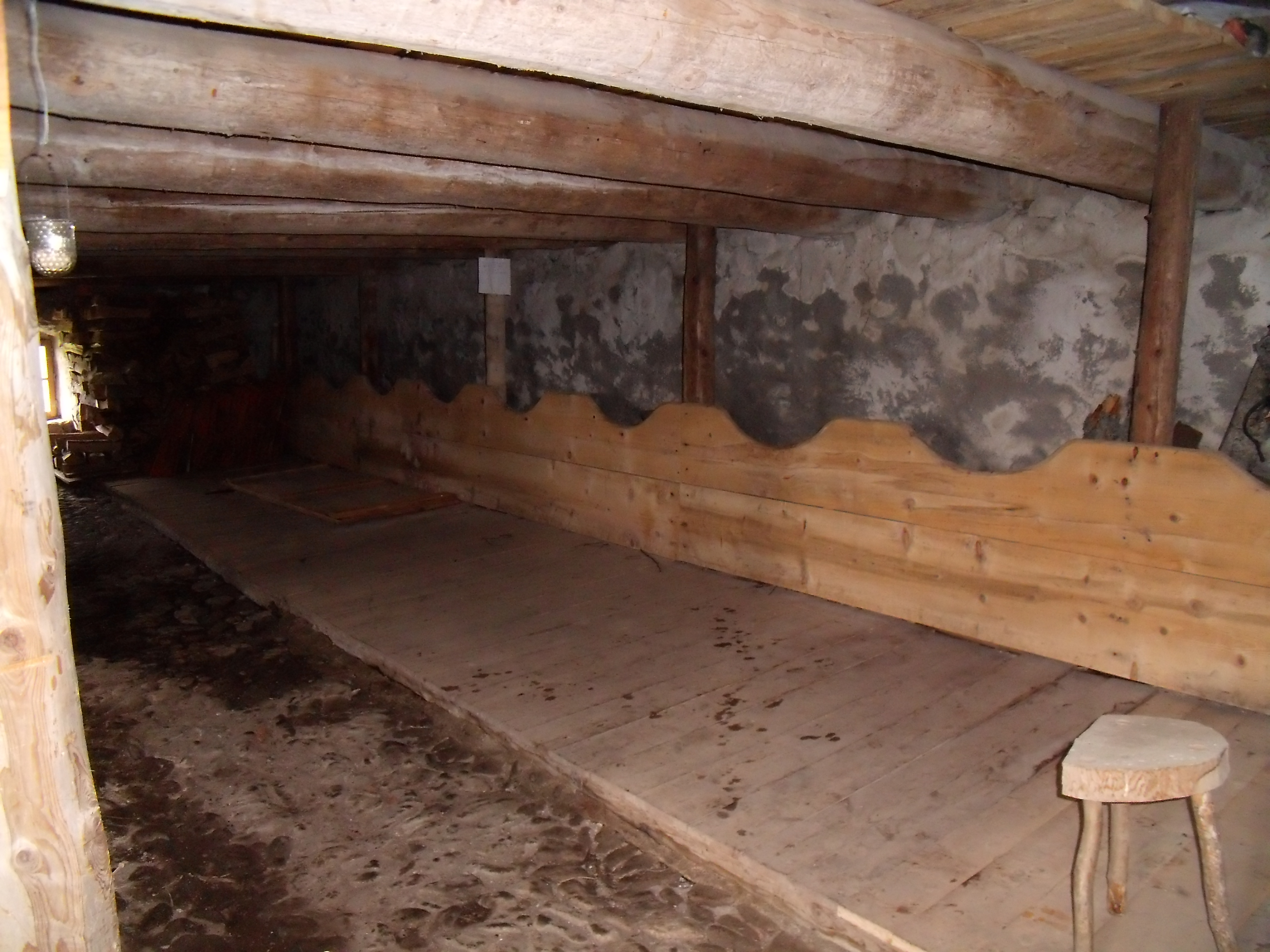
Jasserie : étable.
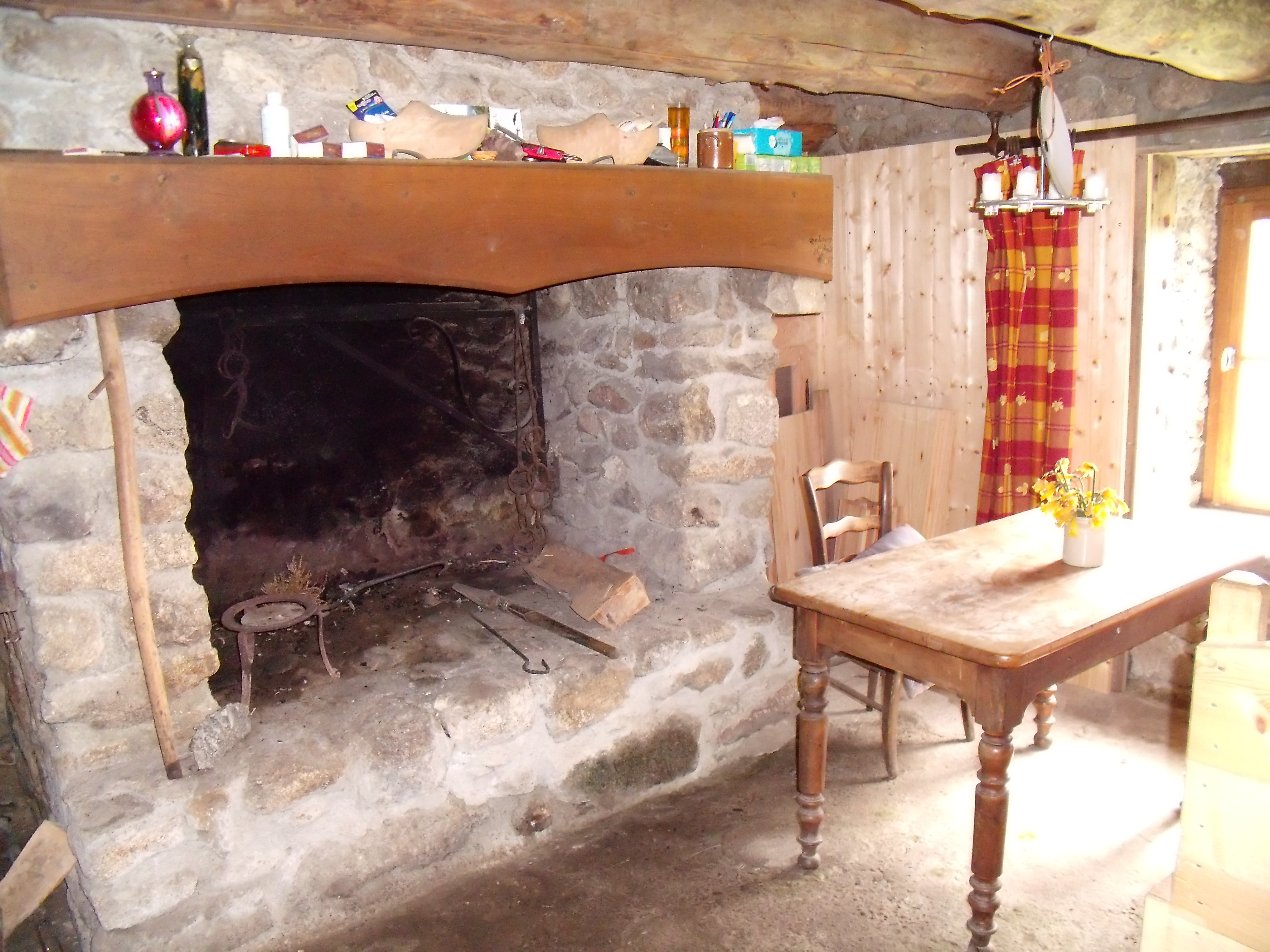
Jasserie : salle commune, cheminée.
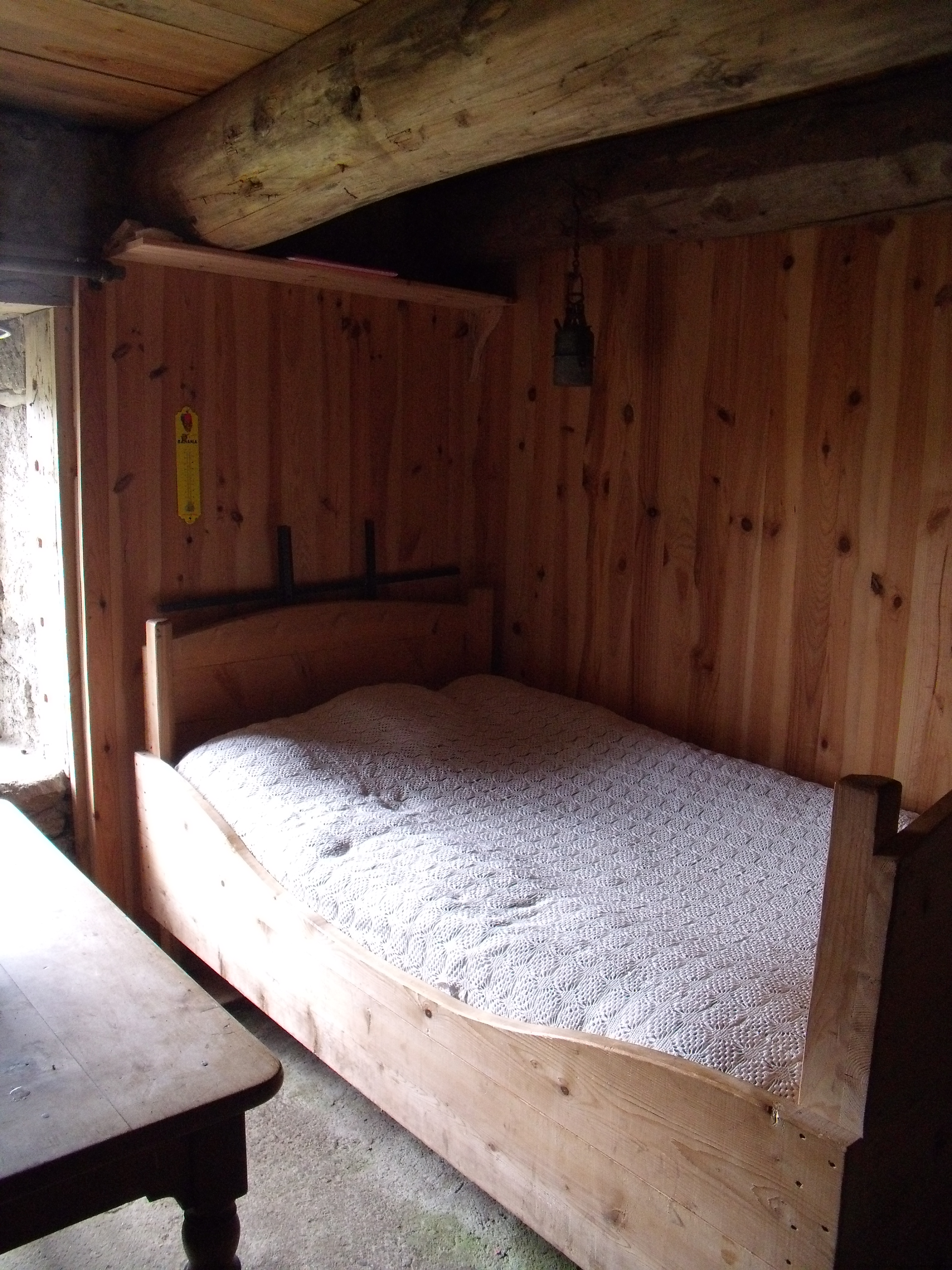
Jasserie : salle commune, lit.
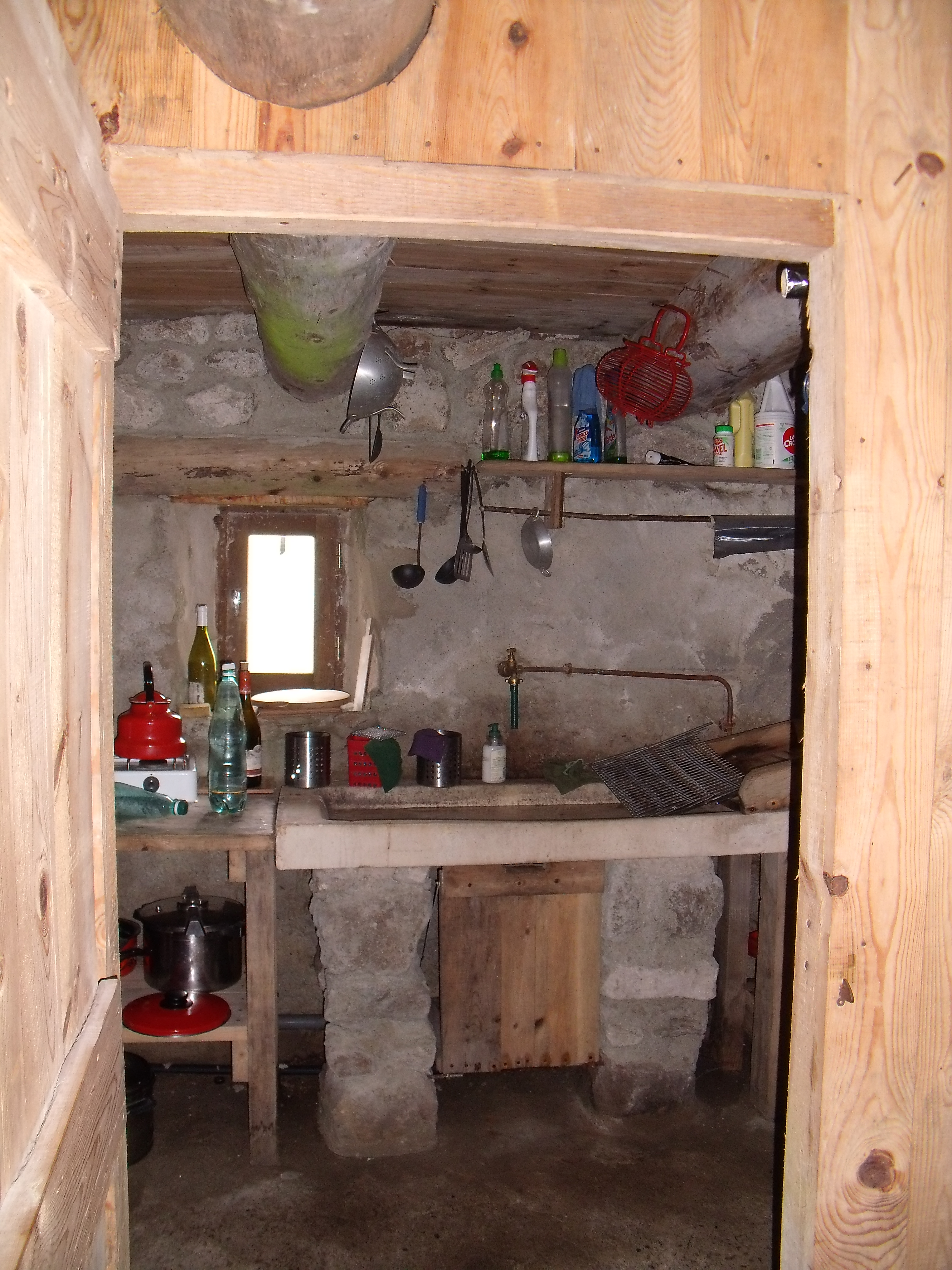
Jasserie : cuisine.
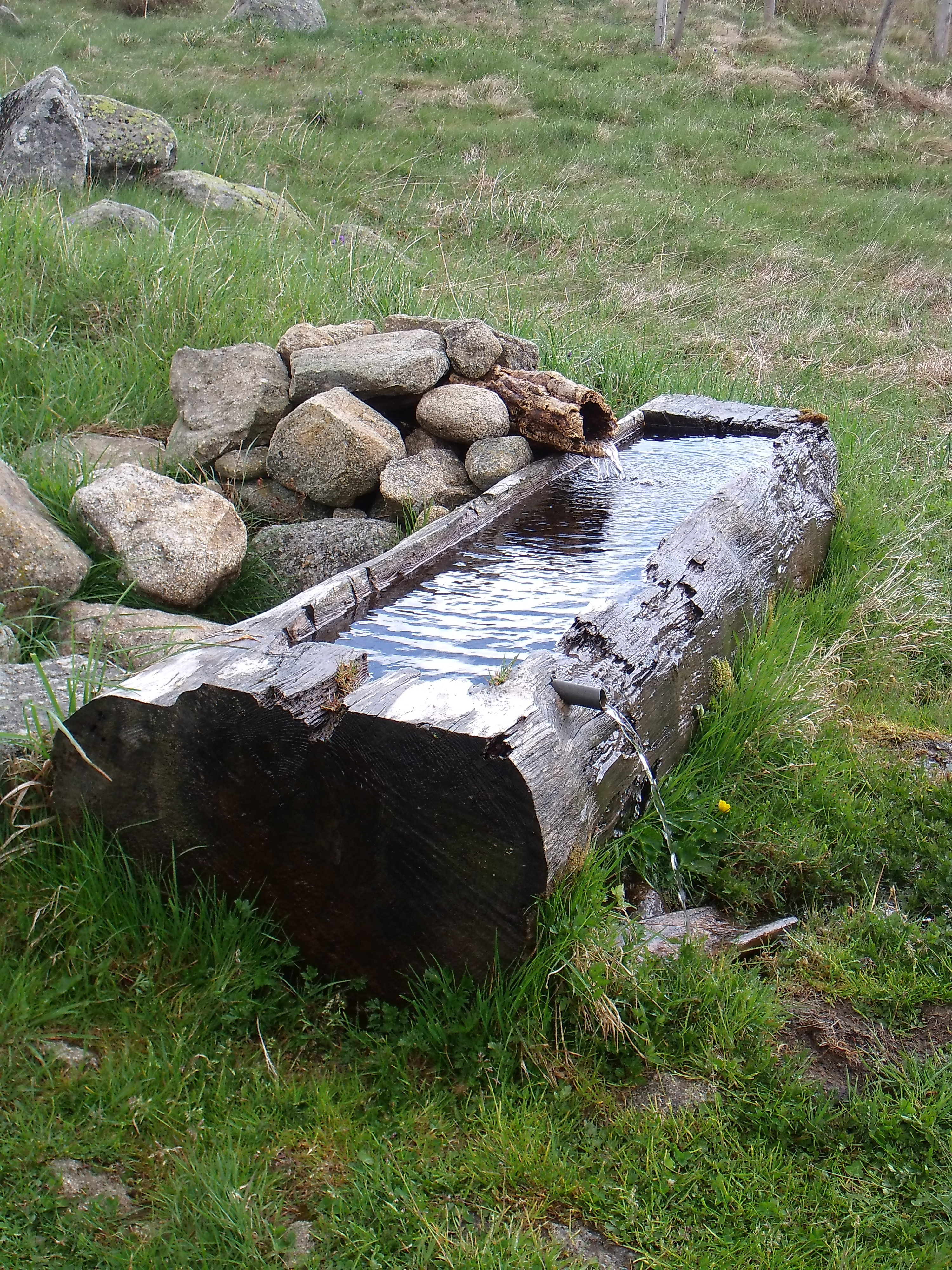
Jasserie : abreuvoir extérieur.
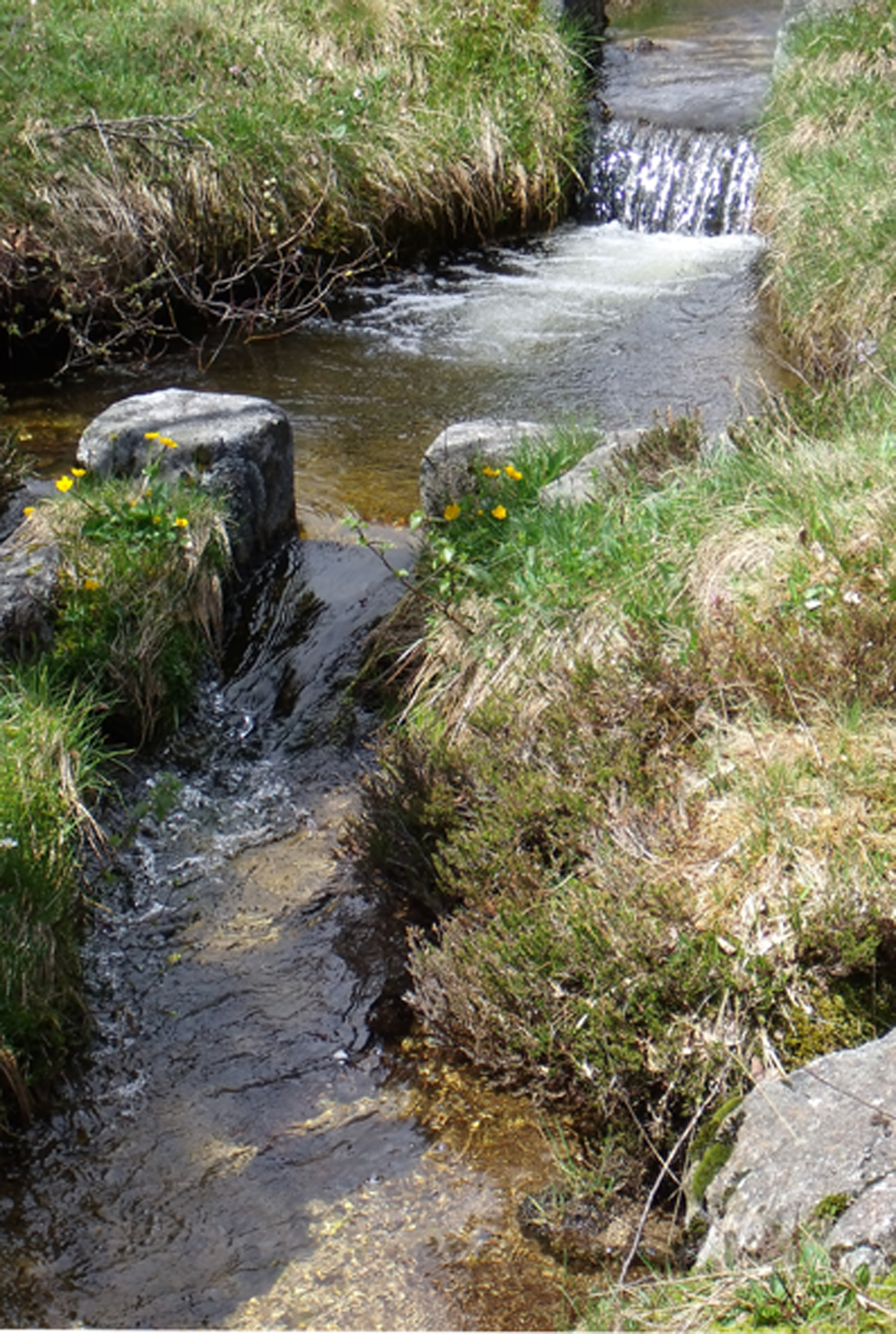
Ru a proximité de la jasserie.